# يو إف سي 296
يو إف سي 296: إدواردز ضد كوفنغتون (بالإنجليزية: UFC 296: Edwards vs. Covington)‏ هو حدث لفنون القتال المختلطة ستظمته يو إف سي، وسيُقام في 16 ديسمبر 2023، على تي موبايل أرينا في بارادايس، نيفادا، الولايات المتحدة.

## الخلفية
من المتوقع أن يتصدر الحدث نزال على لقب بطولة يو إف سي لوزن الوسط بين البطل الحالي ليون إدواردز والبطل المؤقت السابق كولبي كوفنغتون.
من المتوقع أن يُقام نزال على لقب بطولة يو إف سي لوزن الذبابة بين البطل الحالي ألكسندر بانتوجا وبراندون رويال. التقى الثنائي سابقًا في حدث يو إف سي على إي إس بي إن: كانونير ضد جاستيلوم في أغسطس 2021 والتي فاز بها بانتوجا بالإخضاع في الجولة الثانية.

## بطاقة القتال
1. ↑  على لقب بطولة يو إف سي لوزن الوسط.
2. ↑  على لقب بطولة يو إف سي لوزن الذبابة.